# ジェンク・トスン
ジェンク・トスン（Cenk Tosun、1991年6月7日  - ）は、ドイツ・ヘッセン州ヴェッツラー出身のプロサッカー選手。トルコ代表。ポジションはフォワード

## 経歴

### クラブ
2011年1月29日、アイントラハト・フランクフルトからガズィアンテプスポルに移籍。
2013-14シーズン終了後、ベシクタシュJKに800万ユーロで移籍。契約は5年。メルスィン・イドマン・ユルドゥ戦で移籍後初出場を果たすと、同試合でハットトリックを達成した。
2018年1月5日、エヴァートンFCと4年半の契約を結んだ。同シーズンは途中加入ながら5ゴールを挙げ、ポスト・ルカクとして期待に応えた。波に乗る中、同年6月には代表戦でファンに首切りパフォーマンスをして退場処分を受けた。しかし翌シーズンのマルコ・シウバ体制では若手のドミニク・キャルバート＝ルーウィンが台頭したため3ゴールに終わった。シーズン終了後には古巣のベシクタシュやフランクフルトが興味を示した。
2020年1月10日、クリスタル・パレスFCへシーズン終了までのレンタル移籍が発表された。
2021年2月1日、ベシクタシュJKへシーズン終了までのレンタル移籍が発表された。
2024年7月15日、ベシクタシュを退団しフェネルバフチェSKに加入した。しかし、ジョゼ・モウリーニョの構想外となり、エディン・ジェコに後塵を拝した。冬の移籍市場では浦和レッズからの関心が寄せられ、2025年3月には期限付き移籍で秒読み段階とまで報じられたものの、ジェコの負傷もあってモウリーニョの待ったがかかり、破談に終わった。

### 代表歴

#### ゴール
| #   | 開催日         | 開催地         | 対戦国       | スコア | 結果 | 試合概要                      |
| --- | -------------- | -------------- | ------------ | ------ | ---- | ----------------------------- |
| 1.  | 2015年11月13日 | ドーハ         | カタール     | 2–1    | 2–1  | 親善試合                      |
| 2.  | 2016年3月24日  | アンタルヤ     | スウェーデン | 1–0    | 2–1  | 親善試合                      |
| 3.  | 2016年3月24日  | アンタルヤ     | スウェーデン | 2–1    | 2–1  | 親善試合                      |
| 4.  | 2017年3月24日  | アンタルヤ     | フィンランド | 1–0    | 2–0  | 2018 FIFAワールドカップ予選   |
| 5.  | 2017年3月24日  | アンタルヤ     | フィンランド | 2–0    | 2–0  | 2018 FIFAワールドカップ予選   |
| 6.  | 2017年9月5日   | エスキシェヒル | クロアチア   | 1–0    | 1–0  | 2018 FIFAワールドカップ予選   |
| 7.  | 2017年10月9日  | トゥルク       | フィンランド | 1–0    | 2–2  | 2018 FIFAワールドカップ予選   |
| 8.  | 2017年10月9日  | トゥルク       | フィンランド | 2–1    | 2–2  | 2018 FIFAワールドカップ予選   |
| 9.  | 2018年5月28日  | イスタンブール | イラン       | 1–0    | 2–1  | 親善試合                      |
| 10. | 2018年5月28日  | イスタンブール | イラン       | 2–0    | 2–1  | 親善試合                      |
| 11. | 2018年6月1日   | ジュネーヴ     | チュニジア   | 1–0    | 2–2  | 親善試合                      |
| 12. | 2019年3月25日  | エスキシェヒル | モルドバ     | 2–0    | 4–0  | UEFA EURO 2020予選            |
| 13. | 2019年3月25日  | エスキシェヒル | モルドバ     | 3–0    | 4–0  | UEFA EURO 2020予選            |
| 14. | 2019年9月10日  | キシナウ       | モルドバ     | 1–0    | 4–0  | UEFA EURO 2020予選            |
| 15. | 2019年9月10日  | キシナウ       | モルドバ     | 3–0    | 4–0  | UEFA EURO 2020予選            |
| 16. | 2019年10月11日 | イスタンブール | アルバニア   | 1–0    | 1–0  | UEFA EURO 2020予選            |
| 17. | 2020年11月11日 | イスタンブール | クロアチア   | 1–0    | 3–3  | 親善試合                      |
| 18. | 2020年11月15日 | イスタンブール | ロシア       | 3–1    | 3–2  | UEFAネーションズリーグ2020-21 |

## タイトル
ガズィアンテプスポル
- スポル・トト・カップ: 2012

ベシクタシュ
- スュペル・リグ: 2015–16, 2020–21